# Belfort van Saint-Pol-sur-Mer

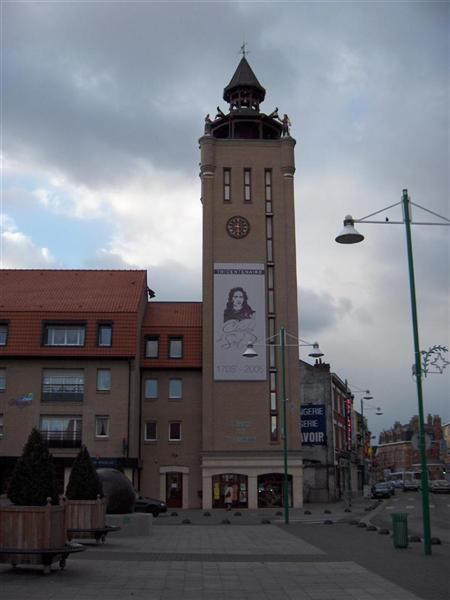
Belfort van Saint-Pol-sur-Mer

Het Belfort van Saint-Pol-sur-Mer is een bouwwerk in de tot de gemeente Duinkerke behorende plaats Saint-Pol-sur-Mer, gelegen aan het Place du Chevalier de Saint-Pol-Hécourt.
Dit belfort werd gebouwd in 2003 naar ontwerp van Daniel Cacheux en werd aldus het eerste belfort dat in het 3e millennium tot stand kwam. Het bakstenen gebouw bevat een klokkenspel van 13 klokken en daarbij vier jacquemarts. Dit zijn: de Ridder van Saint-Pol, een spinster (verwijzend naar de textielindustrie), een havenarbeider en een spoorwegarbeider. De poppen zijn elk 1,8 meter hoog en vormen een belangrijke toeristische attractie.